# Bundesratswahl 1944
Zur Bundesratswahl 1944 am 15. Dezember 1944 kam es wegen des Rücktritts von Bundesrat Marcel Pilet-Golaz (FDP). Dadurch wurde eine ausserordentliche Wahl durch die Vereinigte Bundesversammlung nötig. Die FDP, die SKVP und die BGB schlugen Ständerat Max Petitpierre vor. Die SP und die DP sprachen sich für Nationalrat Henri Perret aus, die LPS stellte Nationalrat Antoine Vodoz auf, und der LdU nominierte William Rappard.

## Detailergebnisse der Ersatzwahl für Marcel Pilet-Golaz, FDP

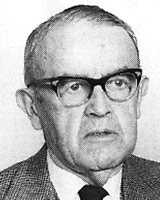
Max Petitpierre

Trotz einer Kampfwahl mit vier offiziellen Kandidaturen wurde Max Petitpierre bereits im 1. Wahlgang zum Bundesrat gewählt. Er war dann von 1945 bis 1961 Vorsteher des Politischen Departements.
|                         | 1. Wahlgang |
| ----------------------- | ----------- |
| ausgeteilte Wahlzettel  | 235         |
| eingegangene Wahlzettel | 229         |
| leer/ungültig           | 2/0         |
| gültig Total            | 227         |
| absolutes Mehr          | 114         |
| Max Petitpierre         | 117         |
| Henri Perret            | 67          |
| Antoine Vodoz           | 26          |
| William Rappard         | 9           |
| Verschiedene            | 3           |